# Matīss Kivlenieks
Matīss Edmunds Kivlenieks, född 26 augusti 1996 i Riga i Lettland, död 4 juli 2021 i Novi, Michigan i USA, var en lettisk professionell ishockeymålvakt.
Han hade tidigare spelat för Columbus Blue Jackets i National Hockey League (NHL); Cleveland Monsters i American Hockey League (AHL); Kalamazoo Wings i ECHL; Sioux City Musketeers i United States Hockey League (USHL) samt Coulee Region Chill i North American Hockey League (NAHL).
Kivlenieks blev aldrig NHL-draftad.
Den 4 juli 2021 var Kivlenieks i Novi i Michigan för att fira USA:s självständighetsdag med bekanta. När han befann sig i en bubbelpool började fyrverkerier avfyras okontrollerat. Kivlenieks och hans sällskap flydde från platsen, men under flykten träffades Kivlenieks av en fyrverkeripjäs i bröstet och avled.